# Momigran
Momigran (Abies firma ) är en tallväxtart som beskrevs av Philipp Franz von Siebold och Joseph Gerhard Zuccarini. Abies firma ingår i släktet ädelgranar, och familjen tallväxter. IUCN kategoriserar arten globalt som livskraftig. Inga underarter finns listade i Catalogue of Life.
Arten förekommer på öarna Honshu, Kyushu, Shikoku och Yakushima i Japan. Den växer i låglandet och i låga bergstrakter upp till 1200 meter över havet. I regionen förekommer fuktigt väder som kan vara kyligt eller varmt. Momigran bildar vanligen blandskogar tillsammans med bland annat Fagus crenata, Fagus japonica, Castanea crenata, Carpinus laxifolia, arter av släktet Quercus, Tsuga sieboldii, Pinus parviflora, Pseudotsuga japonica, Abies homolepis, Cryptomeria japonica, Sciadopitys verticillata, Chamaecyparis obtusa, Torreya nucifera and Picea jezoensis.

## Bildgalleri

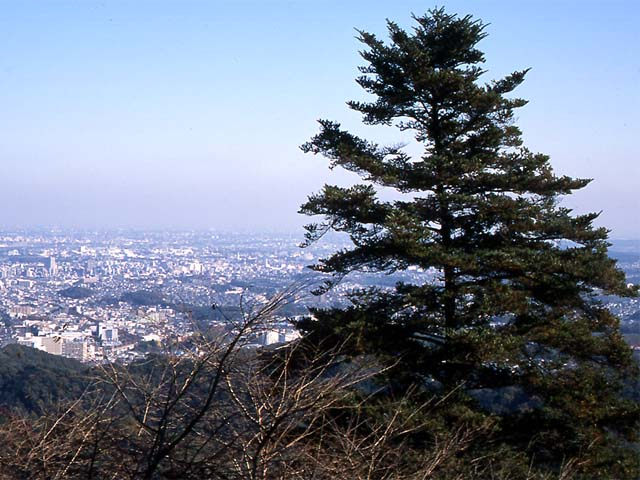
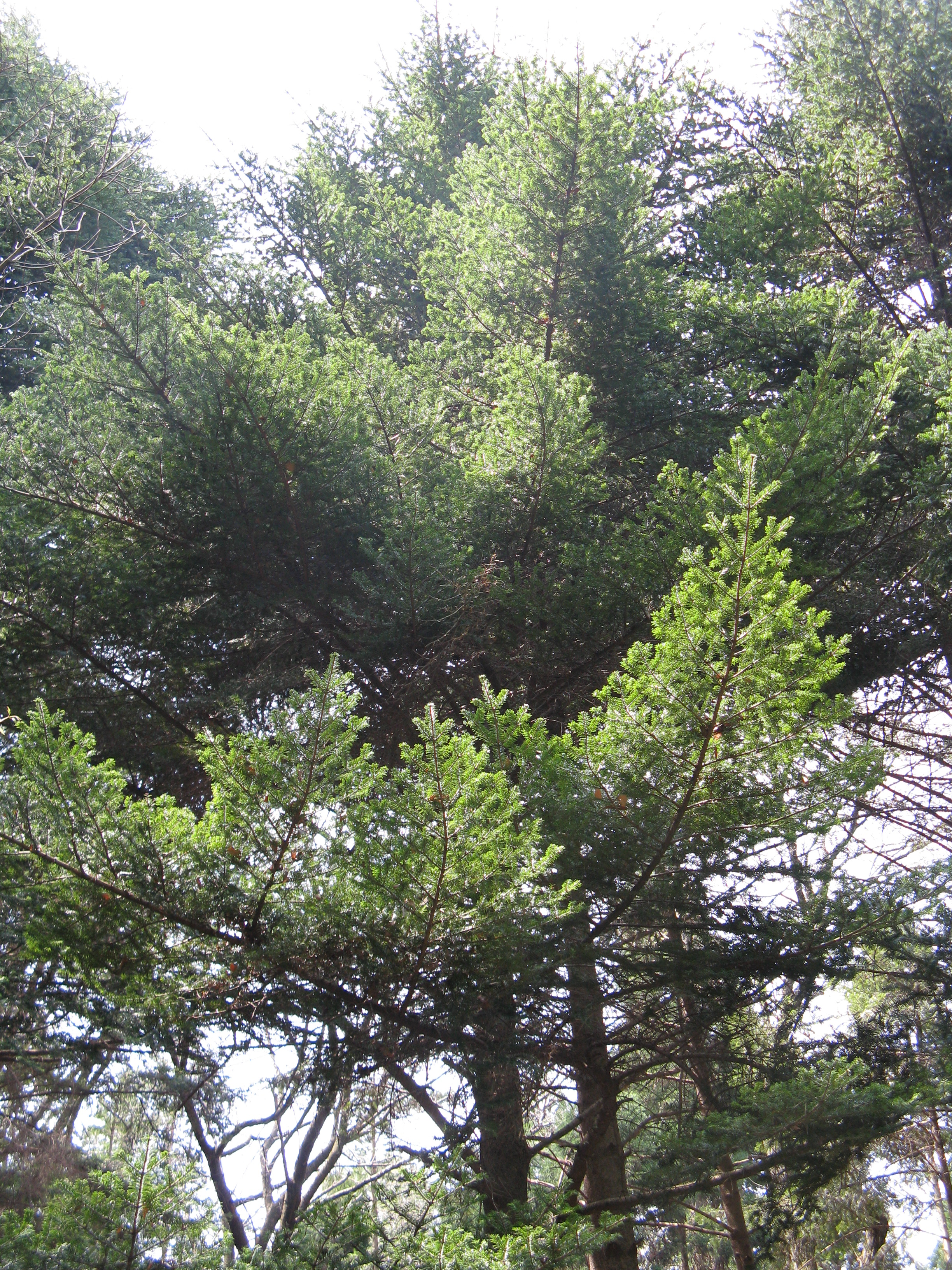
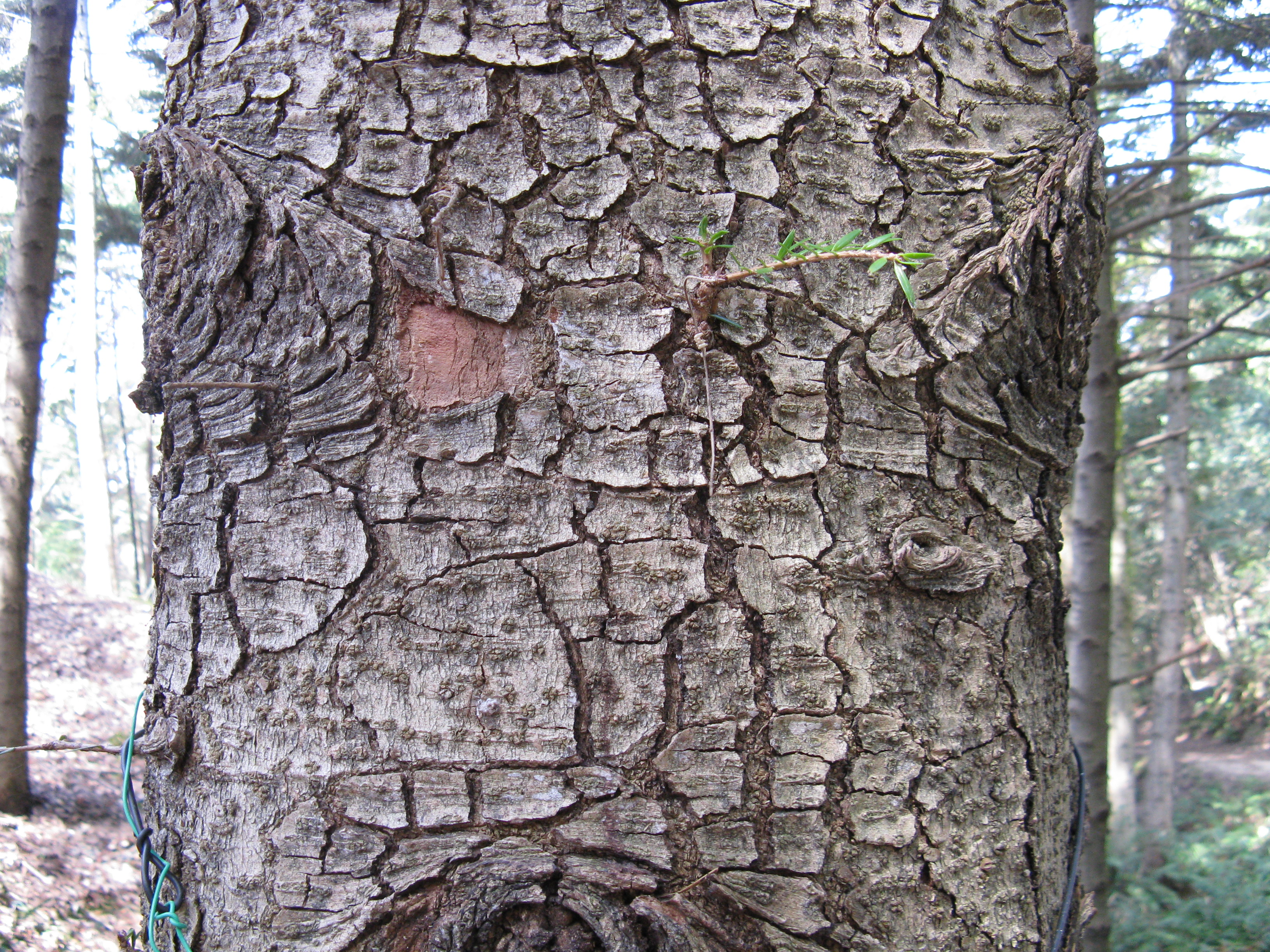
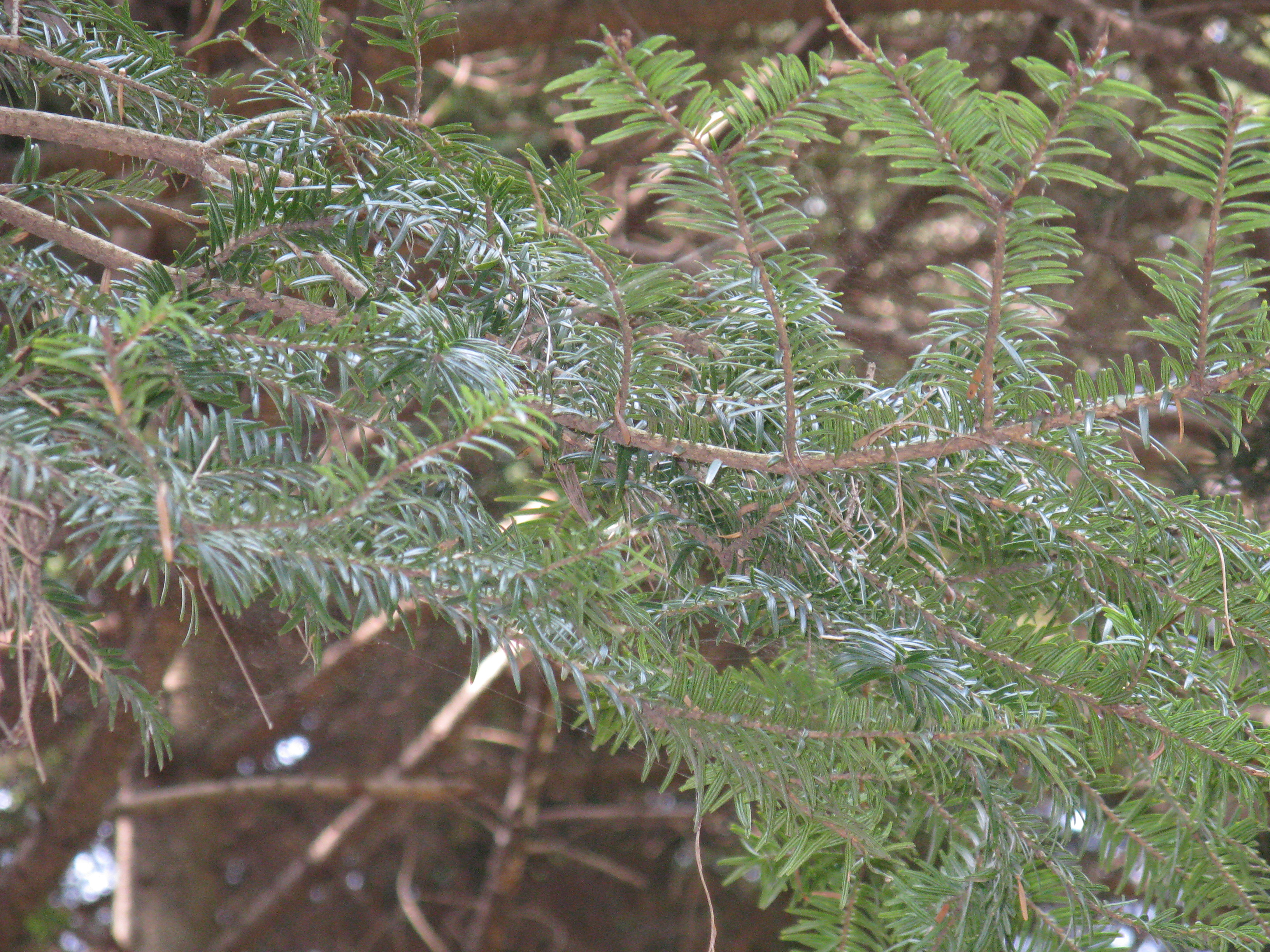
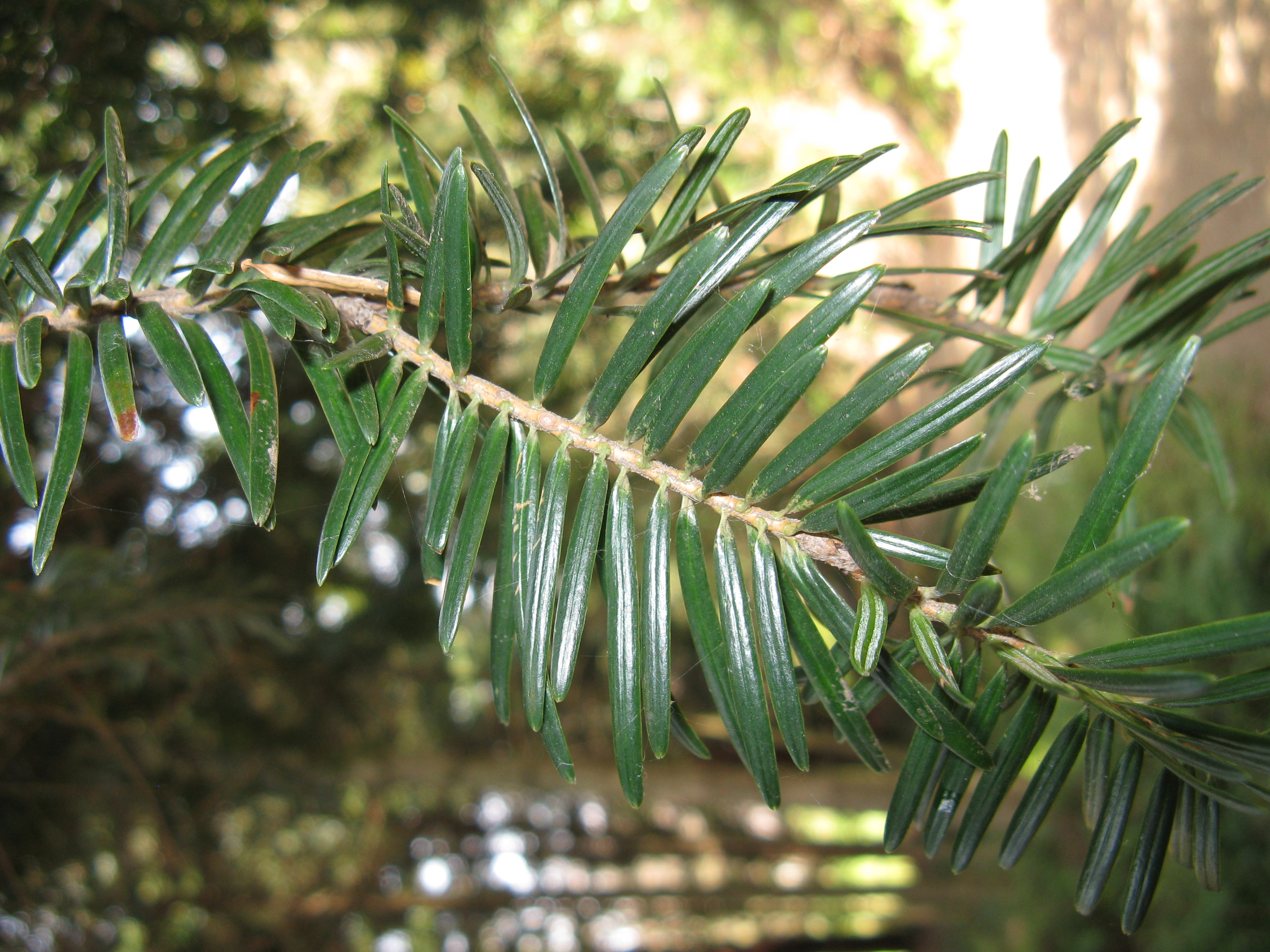
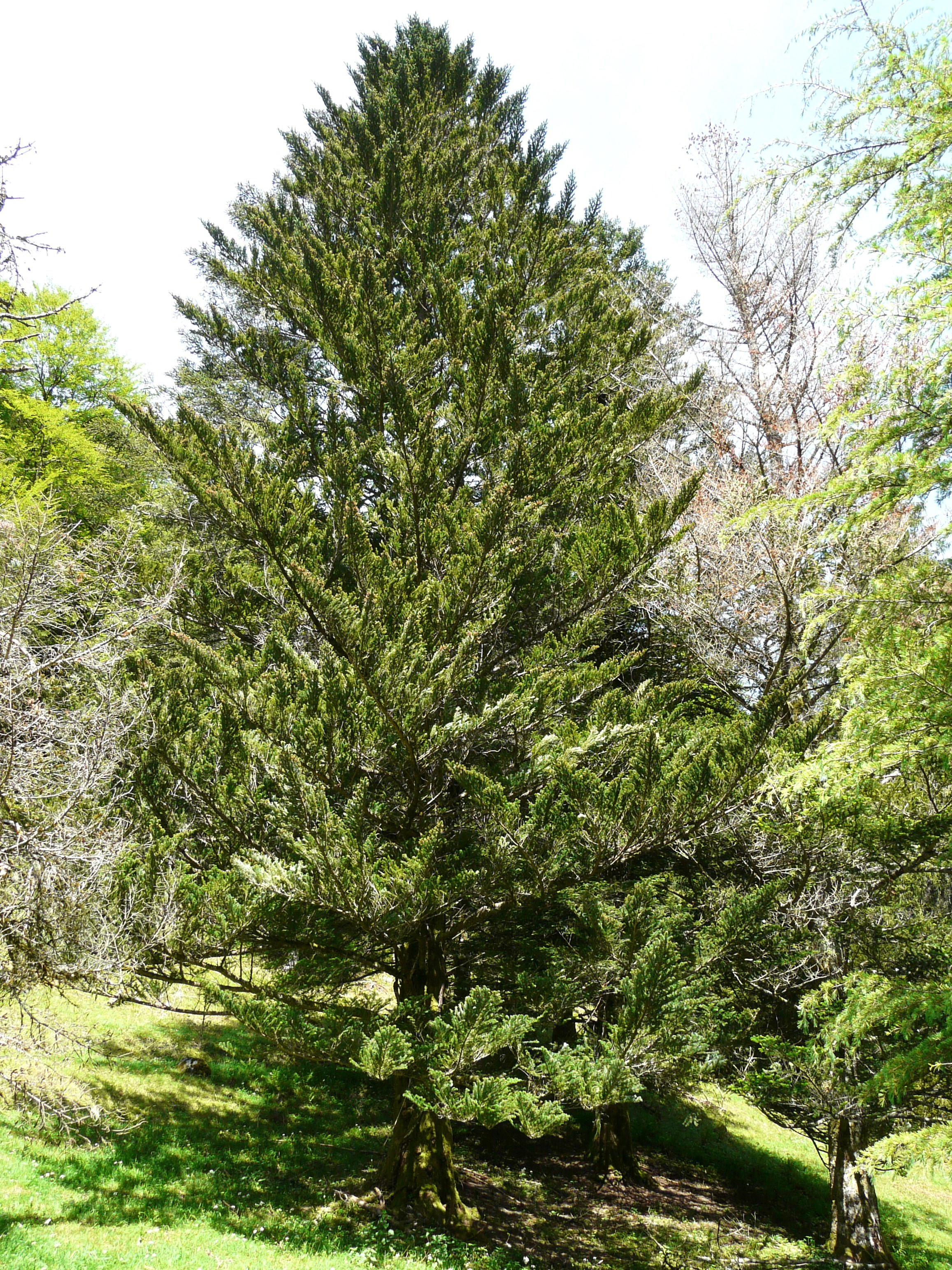